# Район Тама
35°37′11″ пн. ш. 139°33′43″ сх. д. / 35.61972° пн. ш. 139.56194° сх. д.
Райо́н Та́ма (яп. 多摩区, たまく, МФА: [tama ku̥], «Тамський район») — район міста Кавасакі префектури Канаґава в Японії. Станом на 1 квітня 2009 площа району становила 20,49 км². Станом на 1 липня 2011 населення району становило 213 708 осіб.